# 费马多边形数定理
费马多边形数定理说明，每一个正整数最多可以表示为{\displaystyle n}个{\displaystyle n}-边形数的和。也就是说，每一个数最多可以表示为三个三角形数之和、四个平方数之和、五个五边形数之和，依此类推。
一个三角形数的例子，是17 = 10 + 6 + 1。
一个众所周知的特例，是四平方和定理，它说明每一个正整数都可以表示为四个平方数之和，例如7 = 4 + 1 + 1 + 1。
拉格朗日在1770年证明了平方数的情况，高斯在1796年证明了三角形数的情况，在1813年，柯西证明了一般的情况。